# Efferia peralta
Efferia peralta är en tvåvingeart som beskrevs av Wilcox 1966. Efferia peralta ingår i släktet Efferia och familjen rovflugor.
Artens utbredningsområde är Kalifornien. Inga underarter finns listade i Catalogue of Life.